# Cerkiew św. Aleksandra Newskiego w Sokółce
Cerkiew pod wezwaniem św. Aleksandra Newskiego – prawosławna cerkiew parafialna w Sokółce. Należy do dekanatu Sokółka diecezji białostocko-gdańskiej Polskiego Autokefalicznego Kościoła Prawosławnego. Świątynia mieści się przy placu Tadeusza Kościuszki.

## Historia
Pierwsza parafia prawosławna w Sokółce powstała najpóźniej za życia królowej Bony, która nadała majątki ziemskie sokólskim parafiom dwóch wyznań – rzymskokatolickiej i prawosławnej. Po zawarciu unii brzeskiej prawosławni mieszkańcy Sokółki stopniowo przyjęli jej postanowienia. Według niektórych źródeł zachowały się dokumenty, świadczące, że królowa Bona Sforza obdarzyła dobrami ziemskimi zarówno miejscową parafię rzymskokatolicką, jak również i prawosławną; wywody niektórych sokólskich kronikarzy dowodzą, iż na obrzeżach dzisiejszej Sokółki istniał cmentarz unicki, a unici nie wyodrębnili się z obrządku łacińskiego, lecz jako prawosławni mieszkańcy tej ziemi  przyłączyli się do Kościoła katolickiego według postanowień unii brzeskiej. Kiedy w latach trzydziestych XIX wieku (po ukazie carskim z 22 kwietnia 1828 r. nakazującym przekształcenie form organizacyjnych Cerkwi unickiej na takie jak w prawosławiu, upodobnienie liturgii  i rozpoczynającym indoktrynację duchowieństwa greckokatolickiego) w Sokółce powstawała prawosławna parafia – nie wspominało się już w dokumentach rosyjskich o miejscowych unitach, a cerkiewne księgi metrykalne nie zawierają wpisów o nadzwyczajnej liczbie przyłączonych do prawosławia wyznawców tej orientacji. Parafia powstała w 1837 r., na dwa lata przed oficjalnym powrotem unitów do prawosławia i jej pojawienie się było związane z prośbą przybyłych na tereny przedstawicieli władz, żandarmerii  i wojska carskiego. Parafia nie była zbyt liczna (ok. 180 osób) i dopiero włączenie w latach 50. Wierzchlesia i Nowowoli, unickich wsi odległych od Sokółki o około 15 km wydatnie zwiększyło liczebność tej społeczności. Nowa placówka duszpasterska wyznania prawosławnego została otwarta w 1837 na potrzeby rosyjskich pracowników, żandarmów i urzędników przybyłych do Sokółki, później także w związku z budową linii kolejowej Warszawa – Petersburg. Dwa lata później, na mocy postanowień synodu połockiego, unia została skasowana. 
Początkowo parafia sokólska korzystała z przenośnej cerkwi wojskowej stacjonującego w mieście pułku Kutuzowsko-Smoleńskiego, następnie z wynajmowanych pomieszczeń, zaś od 1848 z cmentarnej cerkwi św. Aleksandry. W 1850 opracowany został plan budowy obszerniejszego obiektu sakralnego. Świątynia powstała w ciągu kolejnych trzech lat, za sumę 14 870 rubli, przy czym część prac za darmo wykonali parafianie. Gotowy obiekt poświęcił 26 kwietnia (9 maja) 1853 biskup brzeski Ignacy. W czasie budowy konieczna okazała się rezygnacja z niektórych założeń projektu budowlanego. Nie powiodło się urządzanie zakrystii w podziemiach budynku z powodu nadspodziewanie wysokiego poziomu wód gruntowych. Również wykorzystanie bocznych kopuł cerkwi jako dzwonnic okazało się niemożliwe i zmusiło budowniczych do wzniesienia dzwonnicy jako odrębnej konstrukcji, pełniącej równocześnie funkcje bramy prowadzącej na teren świątyni. Obiekt ten został oddany do użytku w 1869. 
Niestaranność budowniczych w czasie prac przy wznoszeniu cerkwi sprawiła, że mury świątyni systematycznie były zawilgacane przez wody gruntowe. Ponadto w 1879, z powodu złego usytuowania kominów piecowych, doszło do zapalenia się poszycia dachu i zawalenia się więźby dachowej do wnętrza obiektu. Za sumę 11 500 rubli cerkiew odbudowano. Kompletowanie zniszczonego wyposażenia obiektu trwało do 1905 – jako ostatnie powstały królewskie wrota w ikonostasie. W 1914 świątynia sokólska otrzymała status soboru.
W 1915 prawosławni mieszkańcy Sokółki udali się na bieżeństwo. Porzucona cerkiew została zdewastowana przez wojska niemieckie. Ponownie została otwarta dla potrzeb kultu w 1919. Jest odtąd nieprzerwanie czynna. W czasie okupacji niemieckiej rozebrana została cerkiewna dzwonnica bramna – pod pretekstem, że jest schronieniem partyzantów.
W 2010 z inicjatywy proboszcza parafii sokólskiej ks. Włodzimierza Misiejuka podjęto jej odbudowę. 12 września 2011 odbyło się poświęcenie 5 dzwonów i krzyża, które następnie umieszczono na niedokończonej jeszcze dzwonnicy. Dwa lata później ukończono odbudowę; poświęcenie dzwonnicy miało miejsce w święto patronalne, 12 września 2013. Uroczystości przewodniczył biskup białostocki i gdański Jakub, z którym koncelebrowali biskup supraski Grzegorz oraz biskup Recife Ambroży.
W 2003 cerkiew otrzymała z petersburskiej Ławry Aleksandra Newskiego cząsteczkę relikwii patrona obydwu świątyń. W 2009 i 2010 cerkiew w Sokółce otrzymała w internetowym plebiscycie tytuł Perły w Koronie Podlasia.
We wnętrzu cerkwi znajduje się ikonostas pochodzący z 1905. Na wyposażeniu świątyni pozostaje także ikona Świętych Mikołaja i Aleksandry stanowiąca dar cara Mikołaja II i jego małżonki Aleksandry Fiodorowny. Cerkiew posiada jedną dużą kopułę i cztery boczne.
Świątynię wpisano do rejestru zabytków 9 grudnia 1987 pod nrem 676.

## Galeria

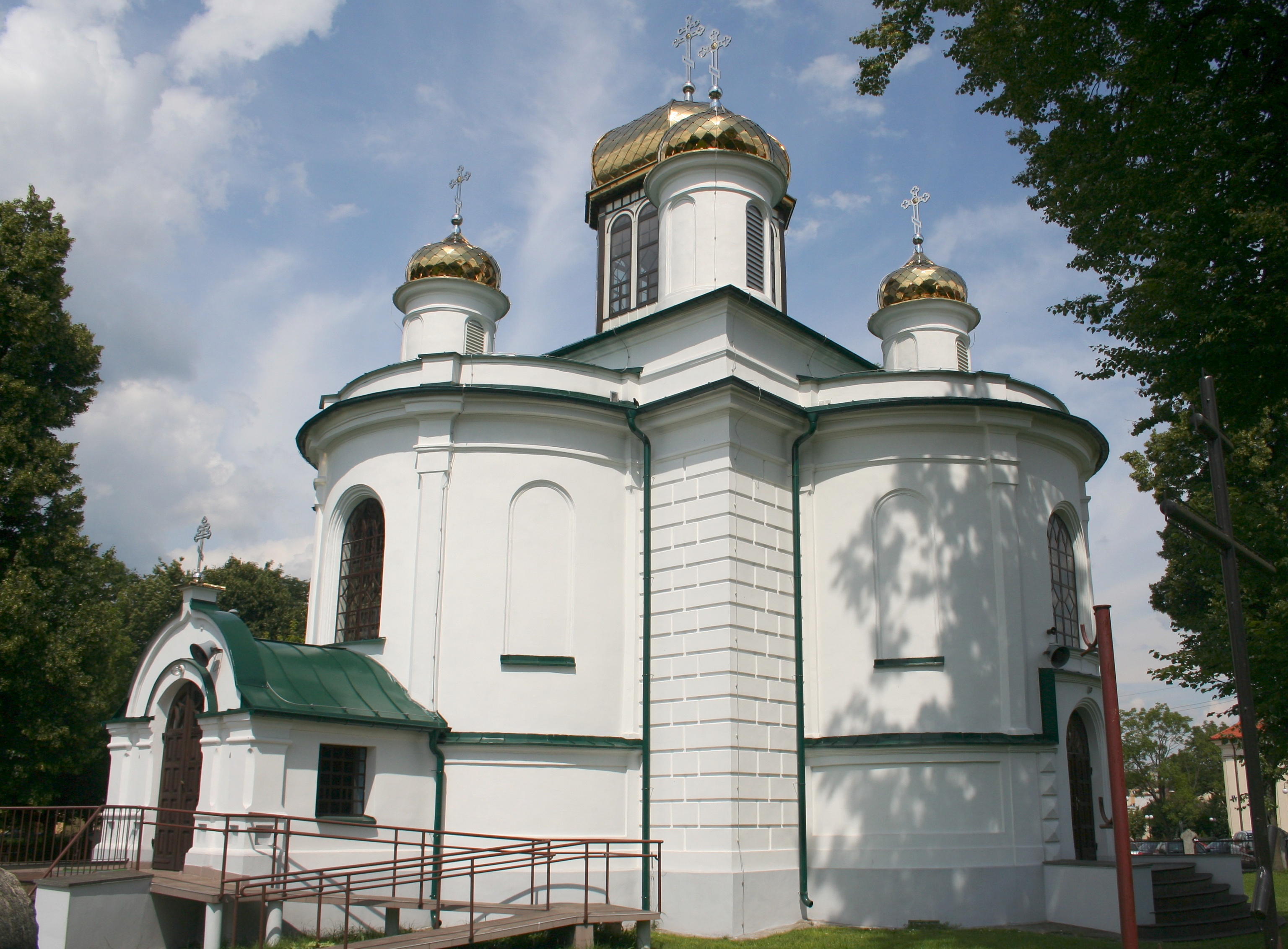
2009
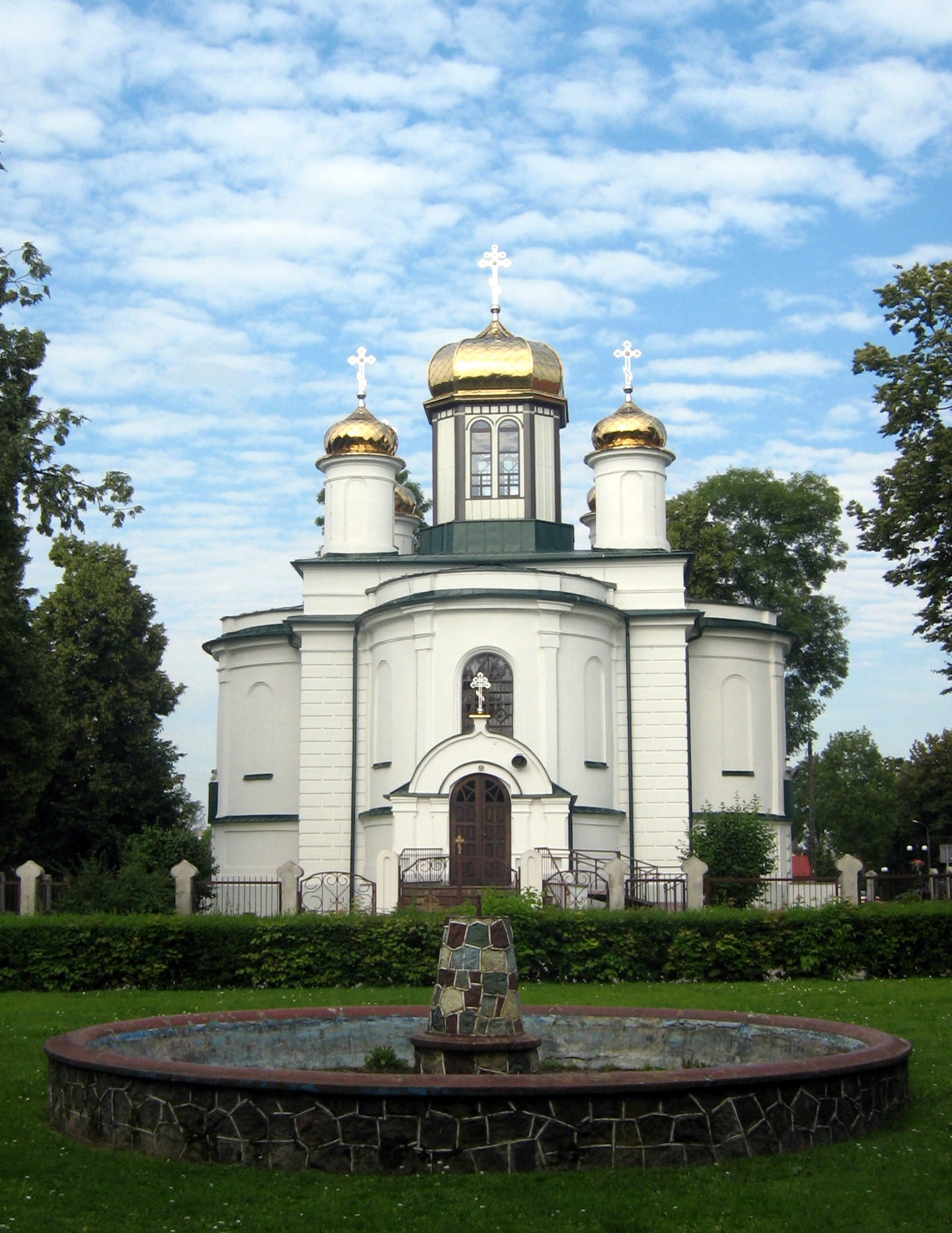
2009
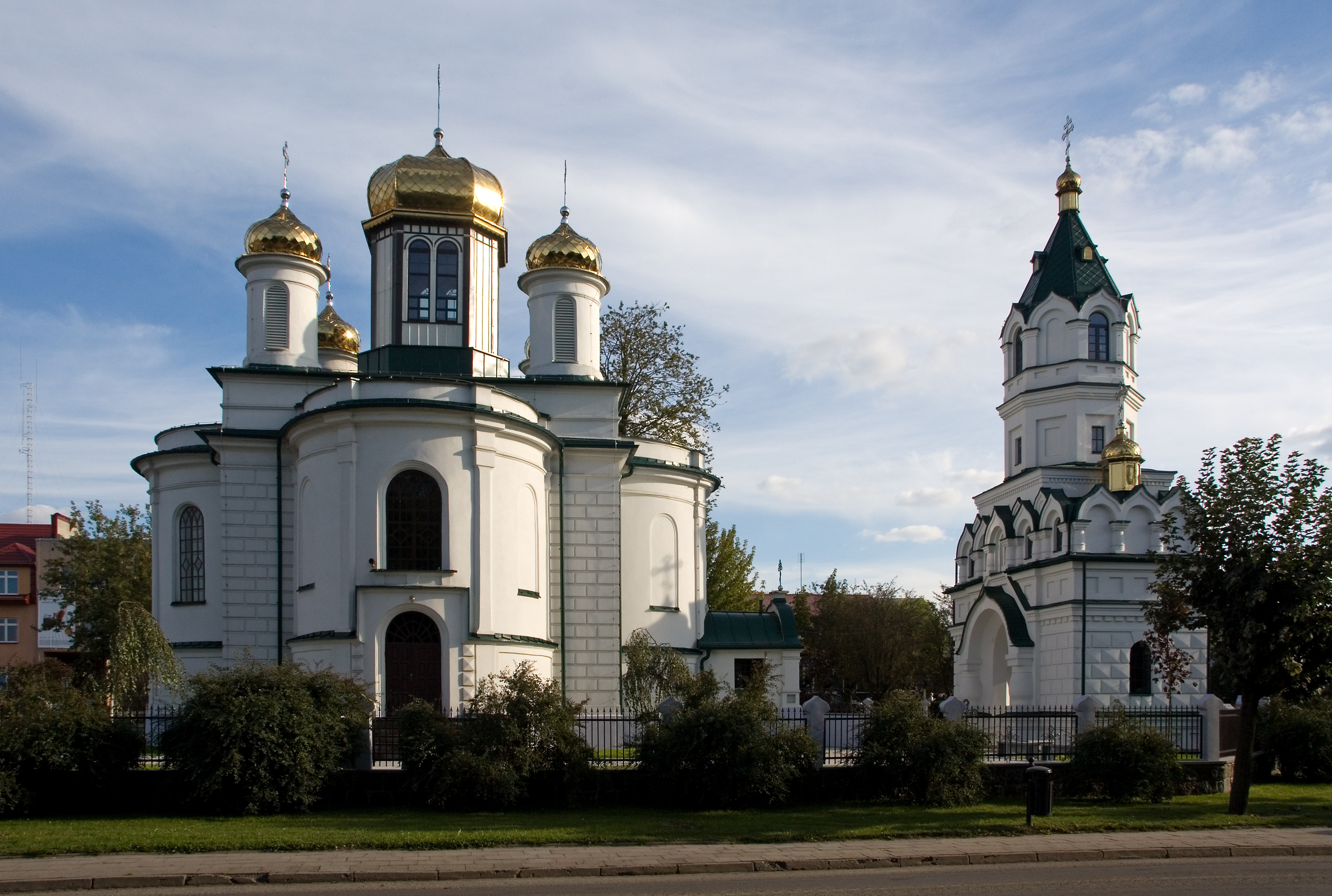
2014